# 1834 في المملكة المتحدة
فيما يلي قوائم الأحداث التي وقعت خلال عام 1834 في المملكة المتحدة.

## أحداث
- 16 أكتوبر – حريق البرلمان

## سياسة

### تعيين في المنصب
- 16 يوليو – وليام لامب رئيس وزراء المملكة المتحدة.
- 14 نوفمبر – آرثر ويلزلي وزير الدولة للشؤون الخارجية وشؤون الكومنولث [الإنجليزية]‏،وزير الدولة للشؤون الداخلية [الإنجليزية]‏.
- 2 ديسمبر – روبرت بيل مستشار الخزانة،رئيس وزراء المملكة المتحدة.

### انتهاء فترة المنصب
- 9 يوليو – تشارلز غراي زعيم مجلس اللوردات [الإنجليزية]‏،رئيس وزراء المملكة المتحدة.
- 16 يوليو – وليام لامب وزير الدولة للشؤون الداخلية [الإنجليزية]‏،رئيس وزراء المملكة المتحدة.
- 15 ديسمبر – آرثر ويلزلي وزير الدولة للشؤون الداخلية [الإنجليزية]‏.

## مواليد

### يناير
- 13 يناير – جون غيلبرت بيكر عالم نبات بريطاني.
- 27 يناير – جيمس اي بويد سياسي أمريكي.

### مارس
- 24 مارس – ويليام موريس كاتب إنجليزي.

### أبريل
- 7 أبريل – ألفريد موليت مهندس معماري أمريكي.

### يونيو
- 19 يونيو – تشارلز سبورجون

### يوليو
- 6 يوليو – هنري هورشم غودوين أوستن

### أغسطس
- 4 أغسطس – جون فن

## وفيات

### يناير
- 12 يناير – ويليام غرنفيل (مواليد 1759)

### يونيو
- 9 يونيو – وليام كاري (مواليد 1761)

### يوليو
- 25 يوليو – صامويل تايلر كولريدج (مواليد 1772)

### سبتمبر
- 2 سبتمبر – توماس تيلفورد (مواليد 1757)

### نوفمبر
- 24 نوفمبر – جون جيليز (مواليد 1792)

### ديسمبر
- 27 ديسمبر – تشارلز لام (مواليد 1775)
- 29 ديسمبر – توماس مالتوس (مواليد 1766)